# جون ريسج
جون ريسج (بالإنجليزية: John Resig)‏ هو مهندس برمجيات ورجل أعمال أمريكي، ويُعرف بأنه مصمم ومطور مكتبة جي كويري للجافا سكريبت.

## التعليم
تلقي ريسج تعليمه في معهد روشيستر للتكنولوجيا وتخرج بشهادة البكالوريوس في علوم الحاسوب سنة 2005.

## السيرة المهنية
جون ريسج يعمل حالياً كمطور تطبيقات لدى أكاديمية خان. سابقا كان يعمل كمطور أدوات جافاسكريبت لشركة موزيلا. وبسبب عمله على مكتبة جي كويري تم إضافة اسمه إلى قاعة المشاهير المبدعين في معهد روشيستر للتكنولوجيا في تاريخ 30 أبريل 2010.

### المشاريع البرمجية
بدأ ريسج وساهم في العديد من مكتبات جافاسكريبت، من ضمنهم:
- جي كويري مكتبة متوافقة مع عدة متصفحات، ومصممة لتسهيل العمل بالجافاسكريبت.
- Processing.js
- EnvJS
- TestSwarm
- Sizzle
- FUEL

ريسج هو ضيف شرف مألوف في شركات مثل جوجل وياهو! وقد قدم العديد من المؤتمرات المتعلقة بتكنولوجيا شبكة الإنترنت، بما في ذلك مؤتمرات SXSW, Webstock, MIX, Tech4Africa.

## المنشورات
ريسج هو صاحب مدونة مقروءة على نطاق واسع. كما أنه مؤلف كتاب «احترف تقنيات جافاسكريبت» الصادر عن Apress في عام 2006. وكذلك كتاب «أسرار نينجا الجافاسكريبت» مع بير بيبولت بالإضافة إلى عدة منشورات أخرى.